# استیون بنتون الکینس
استیون بنتون الکینس (به انگلیسی: Stephen Benton Elkins) سناتور سابق عضو حزب جمهوری‌خواه ایالات متحده آمریکا بود. وی در سال ۱۸۹۵ تا ۱۹۱۱ میلادی سناتور ایالت ویرجینیای غربی در سنای ایالات متحده آمریکا بود.